# منيرة (البسيط)
بلدية منيرة (بالإسبانية: Munera) هي بلدية تقع في مقاطعة البسيط التابعة لمنطقة قشتالة والمنشف وسط إسبانيا.

## الديموغرافيا
بلغ عدد سكان بلدية منيرة 3.812 نسمة عام 2011 (وفقاً للمعهد الوطني الإسباني للإحصاء).
| 4.168 | 4.064 | 4.043 | 3.974 | 3.876 | 3.843 | 3.812 |